# Koncertina

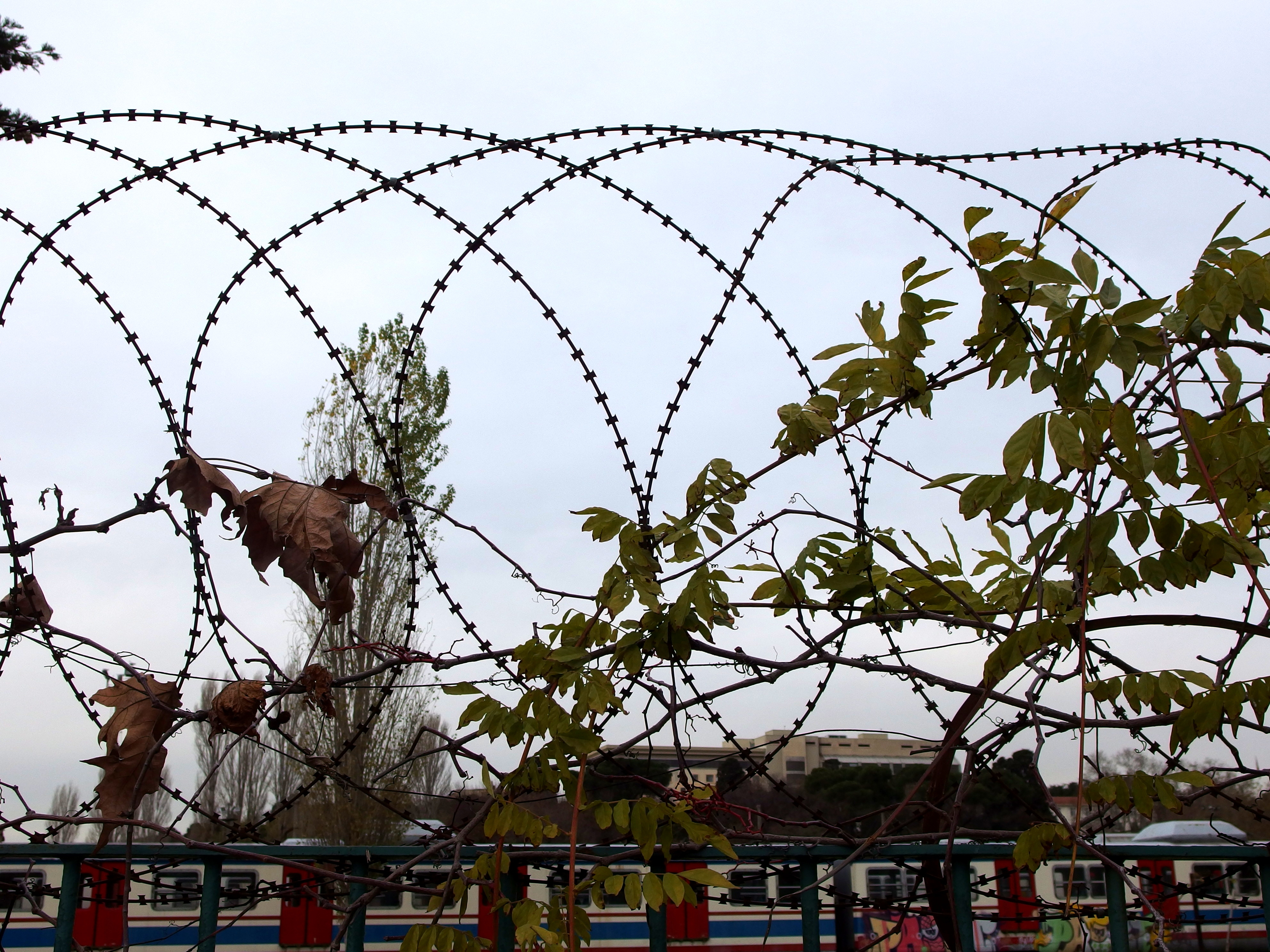
Drut concertina. Zasieki

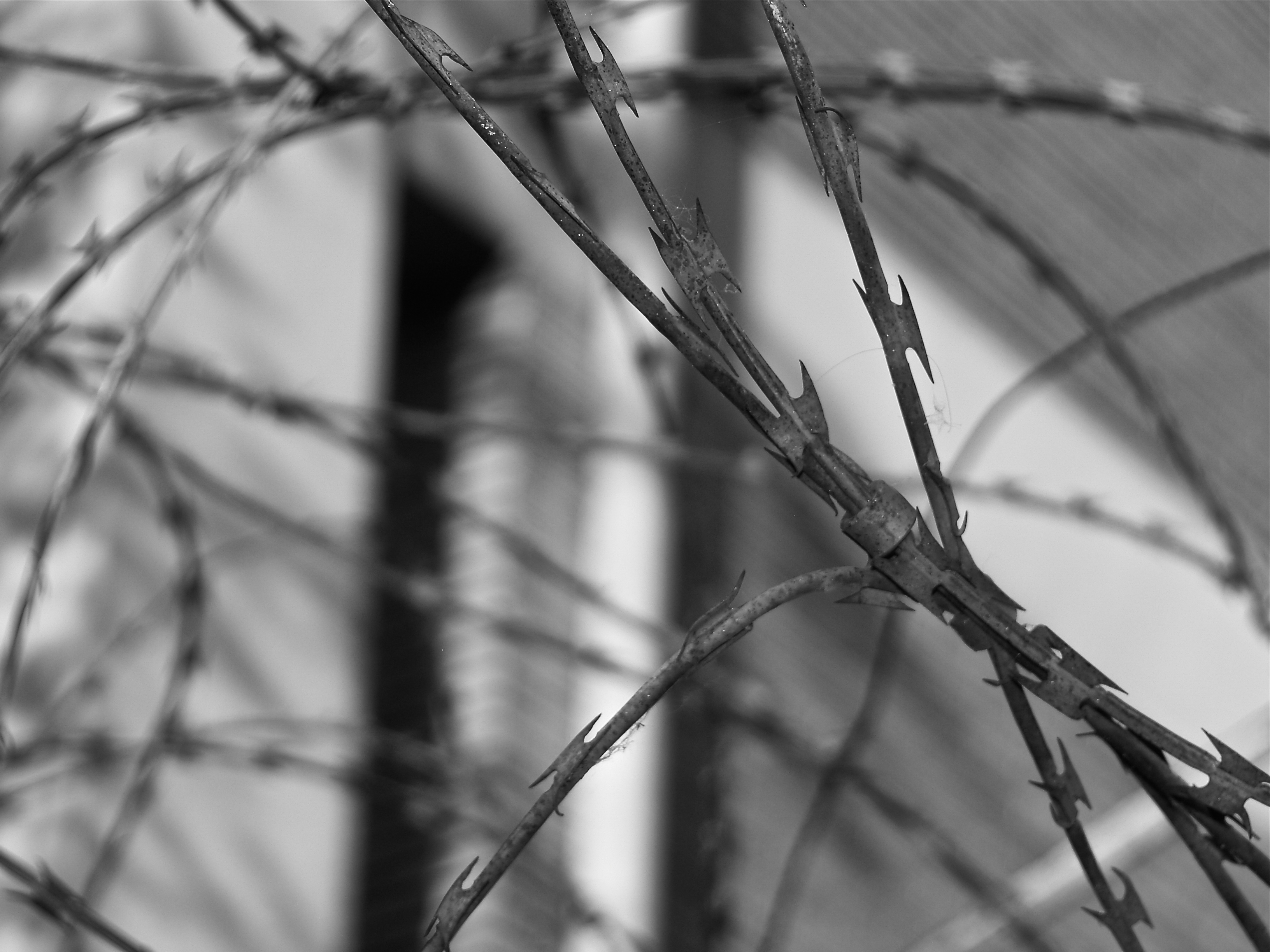
Konstrukcja i ostrza

Koncertina, (drut żyletkowy, ostrzowy, brzytwiasty, ang. razor wire) – udoskonalona wersja drutu kolczastego. Specjalistyczny drut ostrzowy, do tworzenia zasieków przestrzennych. Zasieki z drutu Concertina mają uniwersalny charakter, ale często montowane są też tam, gdzie istnieje potrzeba stworzenia agresywnego ogrodzenia. Drut Concertina robiony jest ze stali nierdzewnej. Duża ilość zwojów w zaporze efektywnie zabezpiecza np. lotnisko, teren przemysłowy. Żyletkowe ostrza są ostre, a blacha ze stali – która służy do produkcji tych zasieków - nie ulega rdzewieniu. Zasieki z drutu ostrzowego w formie podwójnej spirali łączonej specjalnymi łącznikami, noszą nazwę też „concertina”.
Drut ostrzowy typu Concertina, podobnie jak tradycyjny drut kolczasty, jest stosowany zarówno w postaci liniowej, jak i (częściej) w formie zwojów.
Stosowany jest do zwieńczenia ogrodzeń obiektów przemysłowych i wojskowych, zabezpieczenia w zakładach karnych i aresztach śledczych oraz tworzenia mobilnych barier przy wejściach do ambasad, urzędów lub wzdłuż ogrodzeń granicznych. Może być wykorzystywana również do wzmacniania i poprawiania jakości istniejących ogrodzeń, czyniąc je znacznie trudniejszymi do pokonania. Zasieki typu Concertina produkowane są w postaci splątanych ze sobą w podwójną helisę dwóch odcinków drutu ostrzowego.